# Azolla
Azolla este un gen de plante din familia Azollaceae.